# Alina Zmushka
Alina Zmushka (en biélorusse : Аліна Ігараўна Змушка), née le 5 janvier 1997 à Kalinkavitchy, est une nageuse russe spécialiste des épreuves de brasse.

## Carrière
En 2014, elle participe aux Jeux olympiques de la jeunesse en 50 m et 100 m brasse mais n'atteint pas la finale dans ces deux courses. L'année suivante, elle participe à ses premiers mondiaux seniors lors des championnats du monde à Kazan mais est éliminée dès les séries. On la retrouve aux championnats d'Europe 2016 avec une 22e place sur 50 m brasse et une 39e sur 100 m brasse.
Aux championnats d'Europe suivants, elle reste encore au-delà des vingtièmes places. Aux championnats du monde 2019, elle s'aligne sur les trois distances en brasse où elle parvient à se qualifier en demi-finale sur 100 m et 50 m, échouant tout juste à se qualifier en finale sur cette dernière distance avec le neuvième temps en 31 s 11.
En mai 2020, elle participe aux championnats d'Europe qui ont lieu à Budapest : elle est éliminée en demi-finale du 50 m brasse et elle participe au relais 4 × 100 m quatre nages féminin avec une sixième place en finale en améliorant par deux fois le record national (4 min 0 s 37 en finale). Ayant assuré les minimaux de qualification, elle participe aux Jeux olympiques de Tokyo qui ont lieu à l'été 2021 : elle est éliminée en série en individuel sur 100 et 200 m brasse ainsi qu'en relais féminin 4 × 100 m quatre nages. En décembre, elle participe aux championnats du monde en petit bassin mais n'atteint la finale que sur le relais féminin 4 × 100 m quatre nages.
La sanction internationale de la Biélorussie suite à l'invasion de l'Ukraine par la Russie l'éloigne des compétitions internationales. Elle remporte trois médailles aux championnats de Russie en 2023 avec un nouveau record national établi en demi-finale du 100 m brasse en 1 min 6 s 44.
En février 2024, elle est autorisée à participer aux championnats du monde en petit bassin et atteint les trois finales individuelles en brasse sans monter sur le podium mais établit deux records de Biélorussie (son meilleur résultat est la quatrième place sur 50 m). Sous bannière neutre, elle participe à ses deuxièmes Jeux aux Olympiades de Paris en 2024 : éliminée sur 200 mètres brasse, elle se classe huitième en finale du 100 mètres brasse. Elle achève l'année 2024 avec les mondiaux de Doha : elle rate le podium d'une place sur l'épreuve du 200 mètres et se classe sixième pour le 100 mètres.
En 2025, elle se partage la médaille de bronze des championnats du monde à Singapour avec la Sud-Africaine Kaylene Corbett sur le 200 mètres brasse, avec un temps de 2 min 23 s 52.

## Palmarès

### Championnats du monde en grand bassin
- Championnats du monde 2025 à Singapour :
  -  Médaille de bronze du 200 m brasse.